# Jean de La Taille
Jean de La Taille (Bondaroy, 1540 – Parigi, 1607) è stato un poeta e drammaturgo francese.

## Biografia
Studiò discipline umanistiche a Parigi con Muretu e legge a Orléans con Anne de Bourg. Nella prima fase della sua carriera fu ugonotto, ma successivamente si convertì ad un moderato cattolicesimo. Fu ferito durante la battaglia di Arnay-le Duc nel 1570 e si ritirò a Bondaroy, dove scrisse un pamphlet intitolato Histoire abrégée des singeries de la ligue.